# Inigo Ortiz de Retez

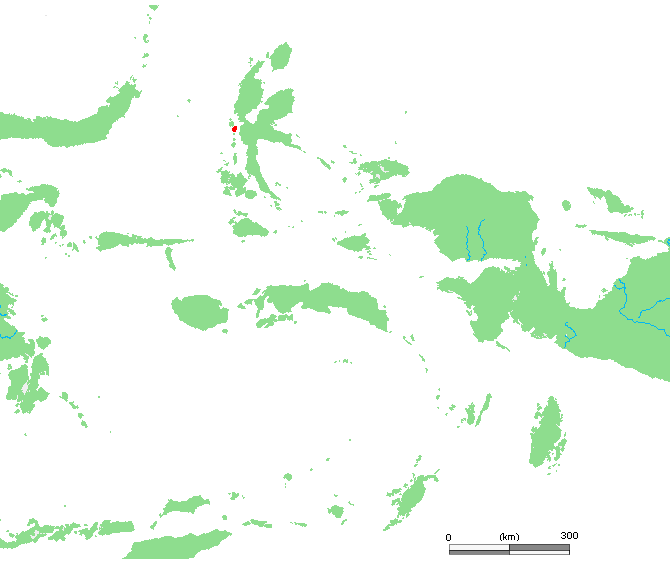
Souostroví Moluky s červeně označeným ostrovem Tidore, odkud Ortiz de Retez 13. června 1545 vyplul zpět do Mexika

Inigo Ortiz de Retez, také jen Ortiz de Retez (16. století) byl španělský mořeplavec, průzkumník Tichého oceánu a pobřeží Nové Guineje.
V letech 1542–1543 se účastnil plavby Ruy Lopeze de Villalobose z Mexika na Filipíny a Moluky, kde měl za úkol nakoupit koření a pokusit se přeplout Pacifik zpět do Mexika. Dne 13. června 1545 po nákupu koření opustil na lodi San Juan ostrov Tidore na Molukách a vyplul zpět do Mexika. Zvolil stejnou cestu, jako jeho předchůdce španělský mořeplavec Álvaro de Saavedra Céron podél pobřeží země, kterou pojmenoval Nová Guinea, neboť tropický prales a domorodé obyvatelstvo, hlavně Papuánci a Melanésané mu připomínalo krajinu i obyvatelé Guineji v západní Africe. Jméno ostrova se dochovalo až do současnosti. Po proplutí kolem ostrova vyplul do Tichého oceánu, avšak pro nepříznivé větry v této části oceánu se dostal pouze k ostrovu Ninigo nedaleko Admiralitních ostrovů. Cestu Tichým oceánem ze západu na východ se podařilo zdolat až španělskému mořeplavci Alonsu de Arellanovi, zásluhy jsou však připisovány Andrésovi de Urdanetovi, který dlouhá léta studoval mořské proudy Pacifiku a tento oceán přeplul krátce po Arellanovi.